# Tigellinus
Tigellinus byl v době Neronovy vlády velitelem praetoriánů a císařovým přítelem.
V knize Jarmily Loukotkové Není římského lidu se píše, že se ke dvoru dostal díky své přítelkyni Marcii a nejprve byl jen trpěným, ze slušnosti pozvaným hostem. Později se stal jedním z kumpánů císaře Nerona, se kterým podnikal noční bujaré „výlety“ do Říma a účastnil se a později pro něj i pořádal různé pitky a hostiny v paláci i mimo něj.
Jeho největším sokem o císařovu přízeň byl Petronius, který díky svému vtipu a šarmu, měl na císaře mnohem větší vliv, než Tigellinus, jenž nikdy nevynikal bystrým rozumem ani inteligencí a v potu tváře se musel snažit udržet císařovu pozornost nejrůznějšími podlostmi a ohavnostmi.
V knize Quo vadis polského spisovatele Henryka Sienkiewicze se například píše, že poradil Neronovi aby svedl požár v Římě na křesťany.